# Silverchair
Silverchair — австралийская альтернативная рок-группа. Изначально коллектив появился под именем «Innocent Criminals» в 1992 году в Ньюкасле в неизменном с тех пор составе: вокалист и гитарист Дэниэл Джонс, бас-гитарист Крис Джоанну и барабанщик Бен Гиллис. В сентябре 1994, группа изменила своё название на Silverchair; название было взято от названия песен Nirvana «Sliver» и трека группы You Am I «Berlin Chair».
Silverchair сразу достигли успеха с одной из первых своих песен, «Tomorrow», выиграв местное музыкальное соревнование, проводившееся на австралийской радиостанции «Triple J». Главный приз включал в себя день записи на студии радиостанции, а также съёмки видеоклипа на песню «Tomorrow». Радиостанции стали ставить эту песню в эфир прежде чем Innocent Criminals подписали контракт с звукозаписывающей компанией, что помогло группе обзавестись преданными поклонниками. Сей факт также привел к тому, что за группу разразилась нешуточная война между австралийскими звукозаписывающими компаниями. К концу года они подписали контракт с Sony Music Australia и выпустили несколько альбомов, укрепивших их успех и признание в Австралии и на других континентах. Они завоевали 19 наград ARIA Awards, пять альбомов стали платиновыми в Австралии.
В мае 2011 года участники группы объявили, что группа уходит в творческий отпуск.

## Дискография
- Frogstomp (1995 г.)
- Freak Show (1997 г.)
- Neon Ballroom (1999 г.)
- Diorama (2002 г.)
- Young Modern (2007 г.)